# Daniel Wyhowski
Daniel Wyhowski herbu Abdank (zm. w 1740 roku) – kasztelan miński w 1713 roku, koniuszy litewski w latach 1707–1709 (tytułu używał jeszcze w 1712 roku), cześnik kijowski w latach 1690–1704, starosta niechorowski i wielatycki.
Brat Hrabiego Gabriela von Wychowski, pana na Sośnicowicach, właściciela Brodów i Rachowic, dworzanina króla Jana III Sobieskiego, administratora oławskich dóbr królewicza Jakuba Sobieskiego, szlachcica z nadania Cesarza Leopolda I Habsburga (Graf von Wyhowski).
Brat Stefana Wyhowski, marszałek dworu Jadwigi Sobieskiej księżnej Oławskiej, żony Jakuba Ludwika Sobieskiego.
Poseł smoleński na sejm nadzwyczajny 1712 roku i sejm nadzwyczajny (z limity) 1712/1713 roku.